# هارت بای گراتس
هارت بای گراتس (به آلمانی: Hart bei Graz) یک منطقهٔ مسکونی در اتریش است که در گراتس اومگبونگ واقع شده‌است. هارت بای گراتس ۱۰٫۹۹ کیلومتر مربع مساحت دارد ۴۵۰ متر بالاتر از سطح دریا واقع شده‌است.